# .an
.an byla internetová národní doména nejvyššího řádu pro Nizozemské Antily (podle ISO 3166-2:AN).
Poté, co Nizozemské Antily přestaly v roce 2010 formálně existovat jako stát, začala být i doména postupně likvidována. S vymazáním ISO 3166-2:AN z registru ISO 3166-1 alpha-2, byly stanoveny ISO kódy ISO 3166-2:CW (CW) pro Curaçao, ISO 3166-2:SX (SX) pro Svatý Martin a ISO 3166-2:BQ (BQ) pro Bonaire, Svatý Eustach a Sabu, domény .cw, .sx a .bq. Nicméně k 28. únoru 2011 nebyly ještě v používání.

## Postupná likvidace
31. října 2013 začala být doména vymazávána z databáze a systémů. Definitivní vymazání z DNS root serveru bylo naplánováno na 31. října 2014.